# You Started Laughing
« You Started Laughing » est une chanson du groupe rock Supertramp écrite par Rick Davies mais créditée Davies/Hodgson, sortie en 1975.
Originellement prévue pour l'album Crisis? What Crisis?, elle a été finalement publiée sur l'album live Paris, édité après la tournée de promotion du disque Breakfast in America. Par la suite, on la retrouve sur le live de 1988, Supertramp Live '88. Au cours de l'ultime tournée de Supertramp en 2010, Rick Davies s'en est servi pour ouvrir les concerts. On peut aussi la retrouver sur la compilation "Retrospectacle - The Supertramp Anthology" sortie en 2005. 